# Баранцево (Башкортостан)
Баранцево (баш. Баранцев) — деревня в Иглинском районе Республики Башкортостан Российской Федерации. Входит в состав Калтымановского сельсовета.

## География

### Географическое положение
Расстояние до:
- районного центра (Иглино): 24 км,
- центра сельсовета (Калтыманово): 6 км,
- ближайшей ж/д станции (Иглино): 24 км.

## Население
| 2002 | 2009 | 2010 |
| ---- | ---- | ---- |
| 87   | ↘84  | ↗85  |

Национальный состав
Согласно переписи 2002 года, преобладающая национальность — русские (74 %).